# Balonismo artístico

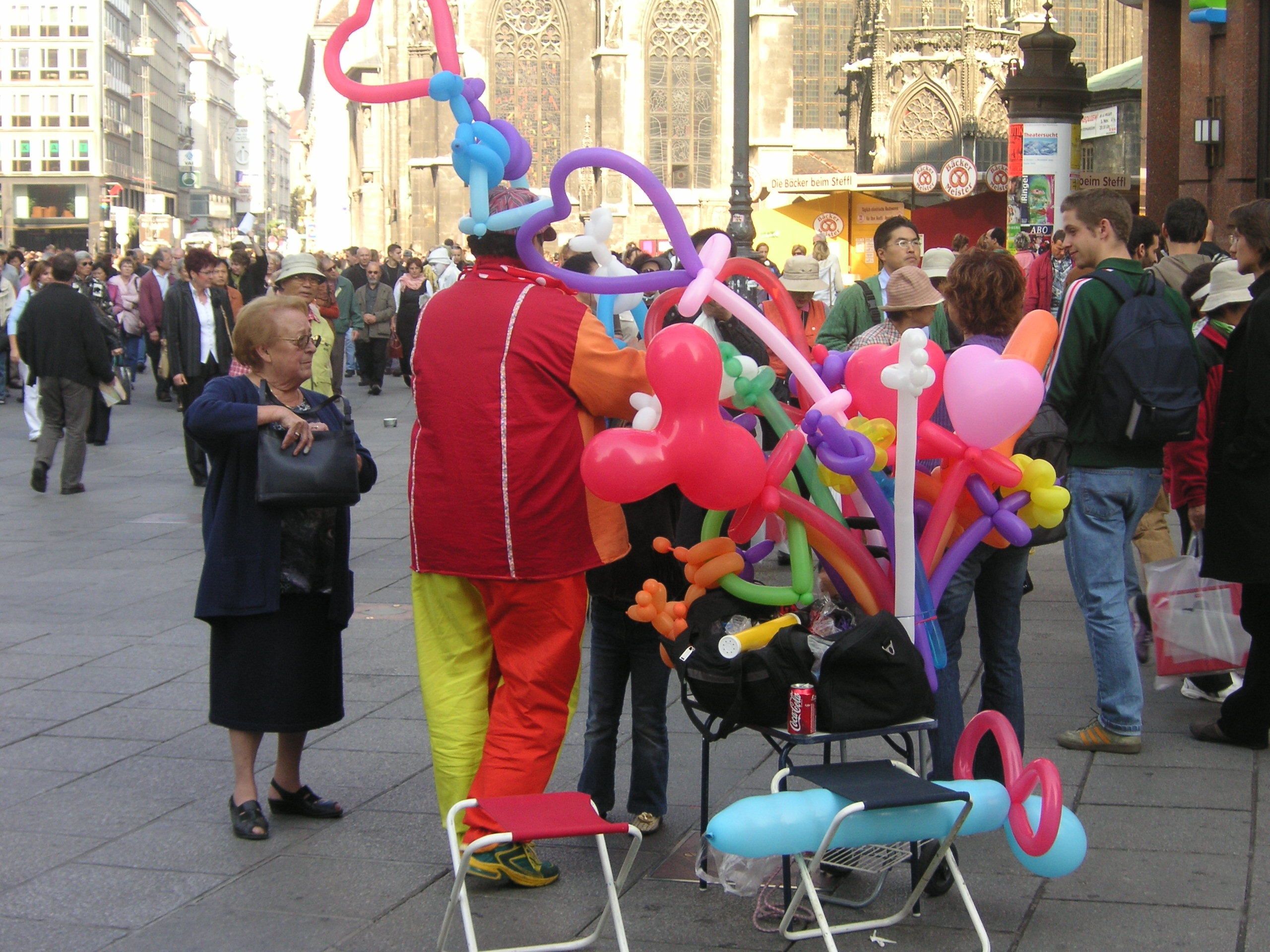
Um balonista artístico em Viena, Áustria

Balonismo artístico é uma atividade recente, oriunda dos Estados Unidos, onde se utiliza os balões como matéria-prima principal de forma criativa para fins decorativos ou de entretenimento. É uma ideia relativamente nova que despertou a atenção do mercado de arte e decorações e que se popularizou em alguns países até mais do que arranjos florais e outras vertentes artísticas. 
Está subdividida em diversos segmentos:
- Arte com balões: os balões são utilizados artisticamente na confecção de esculturas com estrutura simples ou tridimensionais, ornamentações, arranjos e muito mais;
- Entretenimento e lazer com balões redondos e não-redondos: O balonista artístico ou artista dos balões modela diversas formas diferentes e criativas com balões redondos e não redondos para entreter e divertir o público ou ornamentar ambientes; 
- Show de balões: os balões são usados como mecanismo de impacto no espectador. Revoadas de balões usando gases especiais como o hélio ou chuvas de balões e explosões de balões são os mais difundidos;
- Mídia alternativa com balões: neste segmento, os balões são personalizados para servirem na veiculação de texto, fotos e logomarcas em mensagens de cunho institucional ou comercial, utilizados pelo público em eventos particulares ou corporativos;
- Delivery: Muito difundida nos EUA e países da Europa, as entregas especiais de arranjos com balões em domicílio ou simplesmente “delivery de balões”, começa a ganhar cada vez mais força como um dos serviços mais procurados pelo público.
A ornamentação com balões, como outros tipos, envolve conhecimentos básicos de design, mais especificamente de: proporção, textura, linha, cor e unidade.
O profissional qualificado é designado como balonista artístico, designer ou artista dos balões.